# Amr Diab

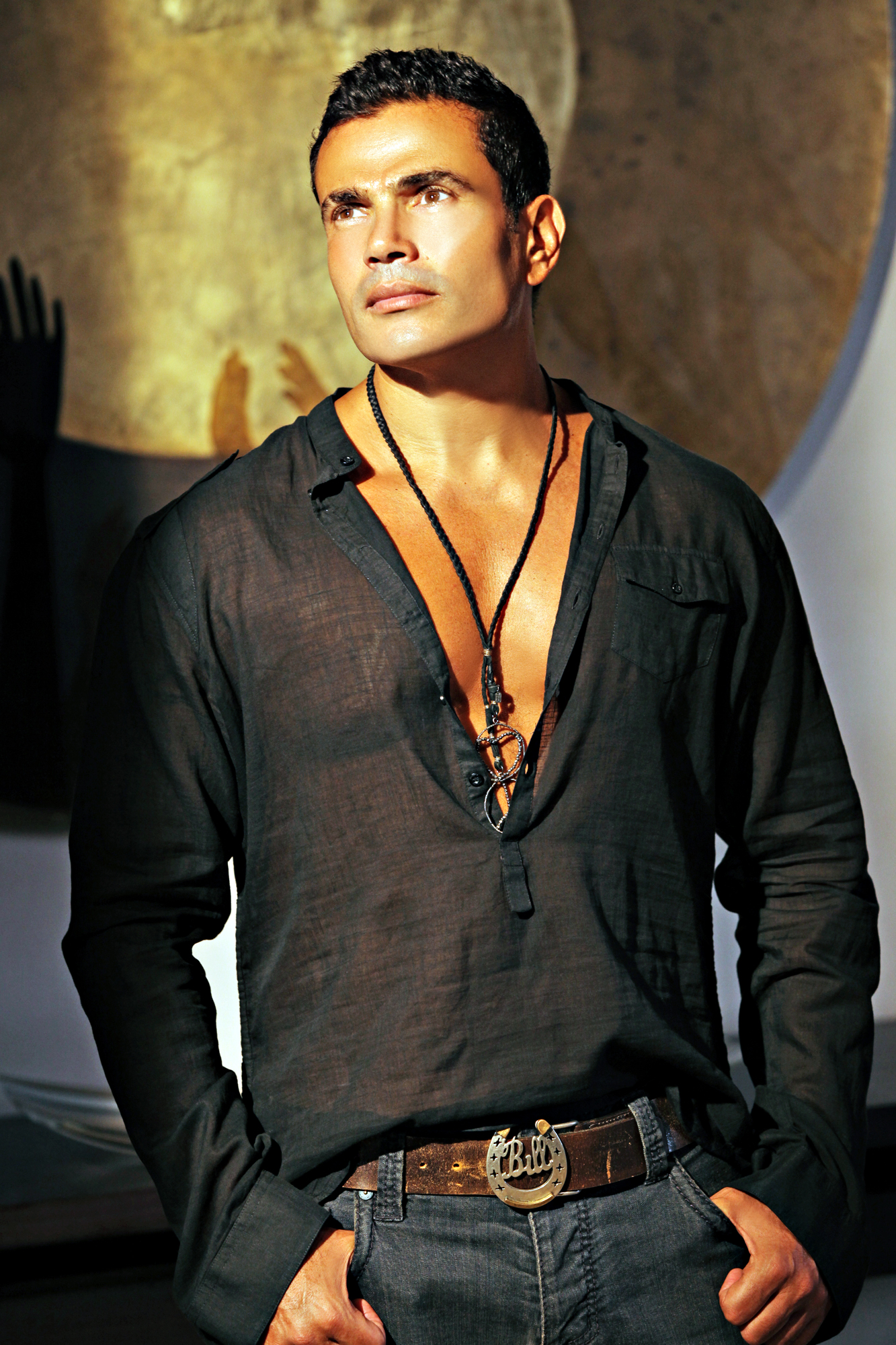
Amr Diab

Amr Abdel Basset Abdel Azeez Diab (arab. عمرو عبد الباسط عبد العزيز دياب, ur. 11 października 1961 w Port Said) – egipski piosenkarz i muzyk.

## Dyskografia
- Aslaha Btefre' (2010)
- Wayah (2009)
- El Leila De (2007)
- Kammel Kalamak (2005)
- Greatest Hits (2005)
- Leily Nahary (2004)
- Greatest Hits (1986-1995) (2004)
- Allem Alby (2003)
- Aktar Wahed (2001)
- Tamally Maak (2000)
- Amarein (1999)
- The Best of Amr Diab (1999)
- Awedoony (1998)
- Nour El-Ain (1996)
- Ragaeen (1995)
- Zekrayat (1994)
- W Ylomoony (1994)
- Ya Omrena (1993)
- Ice Cream Fi Gleam (1992)
- Ayamna (1992)
- Habiby (1991)
- Matkhafeesh (1990)
- Shawaana (1989)
- Mayyal (1988)
- Khalseen (1987)
- Hala Hala (1986)
- We Mneen Ageeb Nas (1985)
- Ghanny Men Albak (1984)
- Ya Tareea (1983)